# Daidara-bocchi
Daidara-bocchi é um youkai japonês.